# The Heath Brothers
The Heath Brothers is een Amerikaanse jazzband rond broers Albert, Percy en Jimmy Heath.

## Bezetting
Oprichters
- Percy Heath (cello)
- Jimmy Heath (tenor- sopraansaxofoon, fluit)
- Tootie Heath (drums)
- Stanley Cowell (piano)

Voormalige leden
- Jon Faddis (trompet, 1997)
- Slide Hampton (trombone, 1997)
- Roland Hanna (piano, 1997)
- Mark Elf (gitaar, 1997)
- James Mtume (drums, 1997)
- Earl Gardner (trompet, 1998)

- Joe Wilder (trompet, 1998)
- Benny Powell (trombone, 1998)
- John Clark (hoorn, 1998)
- Bob Stewart (tuba, 1998)
- Jeff Patton (piano, 1998)
- Tony Purrone (drums)

## Geschiedenis
The Heath Brothers werden in 1975 geformeerd door tenorsaxofonist Jimmy Heath, bassist Percy Heath, drummer Albert Heath en pianist Stanley Cowell. Tony Purrone (gitaar) en Jimmy Heath's zoon James Mtume (percussie) voegden zich later bij de band. Albert 'Tootie' Heath verliet de band in 1978 en werd kort vervangen door Akira Tana voordat Tootie kort terugkeerde naar de band in 1982. Eind jaren 1990 werd de formatie opnieuw geactiveerd voor twee albums voor Concord Records, die werden opgenomen met gerenommeerde gastsolisten. Op het album As We Were Saying werkten buiten de broers Heath, Jon Faddis, Slide Hampton, Roland Hanna, Mark Elf en James Mtume mee. Bij het volgende album speelden bovendien Earl Gardner, Joe Wilder, Benny Powell, John Clark en Bob Stewart. Volgens Sott Yanow van AllMusic Guide speelden The Heath Brothers oorspronkelijk hardbop, maar integreerden ook invloeden van r&b. Na de dood van Percy Heath bestond de band uit Albert 'Tootie' Heath, Jimmy Heath en diverse begeleidende muzikanten. De laatste keer dat de broers samen speelden, was op de dvd Brotherly Jazz: The Heath Brothers, opgenomen in 2004, kort voor de dood van Percy Heath.

## Discografie
- 1975: Marchin' On (Strata-East Records)
- 1976: Heath Brothers & Les DeMerle: Smilin' Billy Suite/A Day in the Life (Strata East, 1976, uitgebracht 1998)
- 1978: Passin' Thru (Columbia Records)
- 1979: Live At The Public Theatre (Columbia Records)
- 1979: In Motion (Columbia Records)
- 1980: Expressions Of Life (Columbia Records)
- 1981: Brotherly Love (Antilles Records)
- 1981: Brothers And Others (Antilles Records)
- 1997: As We Were Saying (Concord Records)
- 1998: Jazz Family (Concord Records)

### DVD
- Brotherly Jazz:The Heath Brothers